# Science University Malaysia

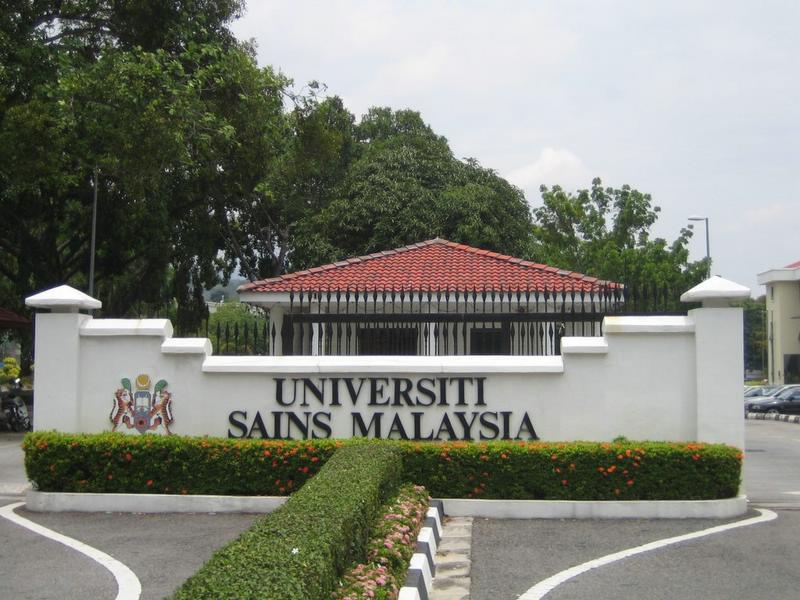
Haupttor der Universität

Die Science University Malaysia (USM) (mal. Universiti Sains Malaysia) in Minden, einem Stadtteil von Gelugor im Bundesstaat Penang ist eine 1969 gegründete staatliche Universität in Malaysia. Sie war die zweite neugegründete Universität in Malaysia und besitzt neben dem Hauptcampus in Minden, einen Engineering Campus in der Stadt Nibong Tebal für die technische Fachbereiche und einen Health Campus für medizinische Studienfächer in Kubang Kerian im Bundesstaat Kelantan.

## Geschichte
Die Universität wurde 1969 aufgrund eines Beschlusses des Penang State Legislative Council aus dem Jahr 1962 gegründet. Beabsichtigt war, ein University College im Bundesstaat Penang einzurichten. Der Studienbetrieb wurde unter dem Namen University of Penang mit 57 Studenten aufgenommen. Als Campus diente zuerst das Malayan Teachers Training College in Bukit Gelugor. Im Jahre 1971 wurde der Campus in Minden fertiggestellt. Der Campus wurde auf dem Gelände einer ehemaligen britischen Kaserne (Minden Barracks) errichtet, die nach der Schlacht bei Minden benannt war.

## Organisation
Das hauptamtliche Management der Universität wird durch den Vice-Chancellor geleitet. Dieser wird durch eine Board of Directors beaufsichtigt. Im Gegensatz zu anderen Universitäten in Malaysia ist diese nicht in Fakultäten gegliedert, sondern in Schulen (engl. School):

### Hauptcampus
- School of Communication
- School of Languages, Literacies and Translation
- School of Physics
- School of Humanities
- School of Educational Studies
- School of Distance Education
- School of Management
- School of Housing, Building & Planning
- School of Pharmaceutical
- School of Biological Sciences
- School of Social Sciences
- School of Chemical Sciences
- School of Computer Sciences
- School of Mathematical Sciences
- School of Arts
- School of Industrial Technology
- Graduate School of Business

### Engineering Campus
- School of Electrical & Electronic Engineering
- School of Material & Mineral Resource Engineering
- School of Aerospace Engineering
- School of Chemical Engineering
- School of Civil Engineering
- School of Mechanical Engineering

### Health Campus
- School of Health Sciences
- School of Dental Sciences
- School of Medical Sciences